# 大村湾観光汽船
大村湾観光汽船（おおむらわんかんこうきせん）は、長崎県大村市に本社を置く海運会社。資本金は400万円。大村湾内で高速船の運航を行っている。

## 現在運航されている航路
- 長与 - 大村競艇場

（大村競艇開催日のみの運航）
- 長崎空港 - パサージュ琴海

（完全予約制）

## 現在休止中の航路
- 長与 - 長崎空港

長与からの高速旅客船を運航していたが、平成25年2月1日より休止となっている。

## 事業所
- 本社 - 長崎県大村市西本町541-9
- 長与営業所 - 長崎県西彼杵郡長与町斎藤郷長与港